# Blindern Station
Blindern Station (Blindern stasjon) er en metrostation på Sognsvannsbanen på T-banen i Oslo. Stationen åbnede i 1934 og hed tidligere Blindernveien efter vejen, der krydser banen her. Da banen blev opgraderet i 1993, blev overskæringen fjernet og vejen delt i to, hvor kun den østlige beholdt navnet. I 1994 blev stationen derfor omdøbt til Blindern, selvom den vestlige perron egentlig ligger i Vinderen.
Stationen er den der ligger nærmest den nedre del af Universitetet i Oslos campus i Blindern. Stationen var planlagt opgraderet i forbindelse med universitetets 200 års jubilæum i 2011, men det blev ikke til noget.